# Jacques II. de Bourbon, comte de La Marche
Jacques II. de Bourbon (* 1370; † 24. September 1438 in Besançon) war von 1393 bis 1435 Graf von La Marche und von 1403 bis 1435 Graf von Castres.

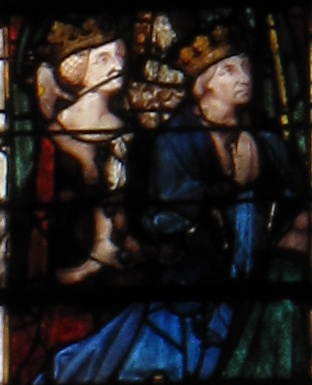
Jacques de Bourbon und Johanna II. (Chartres)

## Leben
Jacques II. war der Sohn von Jean I., Graf von La Marche und Vendôme, und Catherine, Gräfin von Vendôme und Castres.
Seine militärische Karriere begann 1396 mit dem Kreuzzug, den Johann Ohnefurcht, der spätere Herzog von Burgund, gegen die Osmanen unternahm, und der mit der Niederlage von Nikopolis endete.
Nach seiner Rückkehr nach Frankreich wurde Jacques Jahre später ein Kommando übergeben, um den aufständischen Waliser Owain Glyndŵr zu unterstützen. Er traf jedoch zu spät bei seinen Truppen ein, da er bei Hofe Zeit verlor, und musste sich damit begnügen, die Gegend um Plymouth in Cornwall zu plündern. Auf der Rückfahrt verlor er im Jahr 1404 zwölf Schiffe in einem Sturm.
Am 14. September 1406 heiratete er in Pamplona Beatrice d’Évreux (* um 1386; † 1410/12), Tochter von Karl III., König von Navarra, und Eleonore von Kastilien. Ihre Kinder waren:
- Isabelle (* 1408; † nach 1445), Nonne in Besançon,
- Marie (* 1410; † nach 1445), Nonne in Amiens,
- Éleonore (* 1412; † nach 1464), ⚭ 1429 Bernard d’Armagnac († 1462), Graf von Pardiac aus dem Haus Lomagne

1411 verbündete er sich mit Johann Ohnefurcht im Bürgerkrieg der Armagnacs und Bourguignons.
1415 heiratete er in zweiter Ehe Johanna II., Königin von Neapel. Johanna wurde völlig von Muzio Attendolo Sforza und ihrem Liebhaber Pandolfo Alopo beherrscht, was die Barone des Königreichs dazu brachte, ihr einen Ehemann an die Seite zu stellen, der stark genug sein sollte, die Macht ihrer Favoriten zu brechen, aber nicht selbst König werden wollte. Die Wahl fiel auf Jacques de Bourbon, der 1414 zum Fürsten von Tarent ernannt wurde, und 1415 die Königin heiratete. Jacques ließ Alopo töten und Sforza einkerkern, hielt seine Frau fast in Isolation und ließ sich auch zum König krönen, was wiederum zu Reaktionen bei den Baronen führte. Sie setzten ihn fest und zwangen ihn, Sforza 1416 freizulassen, auf sein Königtum zu verzichten und schließlich 1419 das Land zu verlassen.
1428 verbündete er sich mit König Karl VII. gegen die Engländer, wurde zum Gouverneur des Languedoc ernannt, gab diese Aufgabe aber gegen eine Rente wieder auf und kehrte an den königlichen Hof zurück. 1435 trat er in Besançon den Franziskanern bei. Er starb drei Jahre später. Seine Nachfolgerin in La Marche und Castres wurde seine Tochter Eleonore.